# Centrale nucléaire de Hanul
La centrale nucléaire de Hanul, anciennement centrale nucléaire de Ulchin (ou Uljin) (울진 ! 蔚珍) est localisée sur la côte est de la Corée du Sud. Elle est construite sur le territoire de Buk-myeon, dans le district de Uljin (울진군 ! 蔚珍郡) de la province de Gyeongsang du Nord ou Gyeongsangbuk-do (경상북도 ! 慶尙北道). C'est l'une des plus grandes centrales nucléaires du monde.

Nota : entre ( ) les transcriptions coréennes (Hangeul ! Hanja)

## Description
Cette centrale comporte actuellement 7 réacteurs à eau pressurisée (REP) en cours d'exploitation. 
- Hanul 1 : 966 MWe, mise en service en 1988.
- Hanul 2 : 967 MWe, mise en service en 1989.
- Hanul 3 : 997 MWe, mise en service en 1998.
- Hanul 4 : 999 MWe, mise en service en 1998.
- Hanul 5 : 998 MWe, mise en service en 2003.
- Hanul 6 : 997 MWe, mise en service en 2005.

Ces réacteurs ont une durée de vie prévisionnelle de 40 ans. À l'origine, ils ont été construits pour KEPCO (Korean Electric Power Company). Les deux premiers réacteurs ont été construits par la société française Framatome et les quatre derniers par la compagnie coréenne Doosan.
- Shin-Hanul 1: 1340 MWe, mise en service le 9 juin 2022[1].

Le propriétaire-exploitant actuel est la compagnie coréenne KHNP (Korean Hydro and Nuclear Power) créée en 2001.

## Projet Shin-Hanul
Le 4 mai 2012 , la première pierre des deux nouvelles tranches nucléaires appelée Shin-Ulchin 1 et 2 a été posée en présence du président de la Corée du Sud Lee Myung-bak.
Ce projet de deux réacteurs à eau pressurisée de type APR-1400 de 1 340 MW, fournis par l'électricien coréen Korea Hydro and Nuclear Power Co. (KHNP), est ensuite renommé Shin-Hanul.
En mai 2017, le président coréen Moon Jae-in annonce qu'il souhaite geler les travaux de conception sur les deux réacteurs nucléaires APR-1400 Shin Hanul 3 et 4, jusqu'à ce que la politique du gouvernement sud-coréen au sujet de la construction de nouvelles centrales nucléaires soit confirmée.